# Calendario tibetano

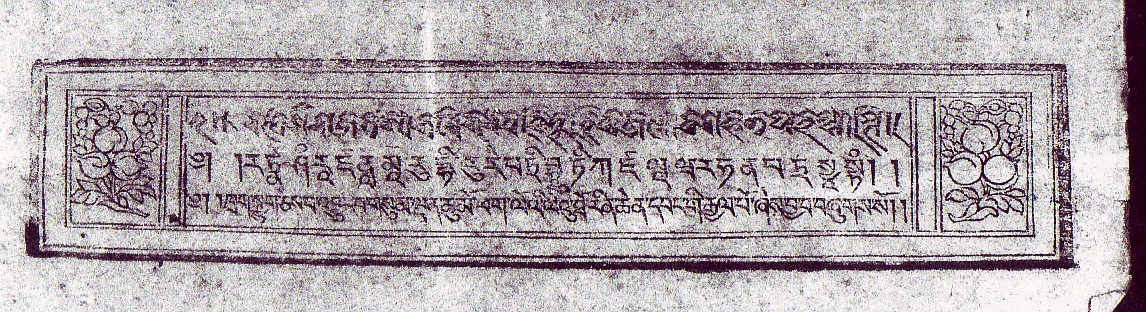
Página de título de un calendario tibetano de Lhasa para el año del cerdo de agua 1923/24.

El calendario tibetano (en tibetano, ལོ་ ཐོ, WY: lo-tho) es un calendario lunisolar, es decir, el año tibetano se compone de 12 o 13 meses lunares, cada uno de los cuales comienza y termina con una luna nueva. Se agrega un decimotercer mes cada dos o tres años, de modo que un año tibetano promedio es igual al año solar.
La celebración del año nuevo tibetano es el Losar (ལོ་ གསར་, WY: lo-gsar). Según los almanaques, el año comienza con el tercer mes Hor. Existen muchas tradiciones diferentes en el Tíbet para celebrar el comienzo del año. Las fechas del calendario mongol son todas iguales.